# Иноземье
«Иноземье» (англ. Otherland) — цикл романов американского писателя Тэда Уильямса в жанрах киберпанк и фэнтези. Включает четыре книги: «Город Золотых Теней» (City of Golden Shadow, 1996), «Река Голубого Пламени» (River of Blue Fire, 1998), "Гора из Чёрного Стекла (Mountain of Black Glass, 1999), «Море Серебряного Света» (Sea of Silver Light, 2001).

## Сюжет
«Иноземье» относят к жанрам киберпанк и фэнтези. В центре сюжета группа виртуальных миров «Иноземье», созданная «Братством Грааля» — группой самых богатых и влиятельных людей мира, которые хотят за счёт «Иноземья» обрести бессмертие. В основе виртуальных миров лежит особая продвинутая технология, причём используется в том числе человеческое сознание. Герои книг оказываются в ловушке виртуального пространства и не могут вернуться в реальный мир. С «Иноземьем» связано и множество персонажей, остающихся в реальном пространстве. Целый ряд сюжетных линий развивается параллельно, иногда соприкасаясь или объединяясь на реальном или виртуальном уровне.

## Оценки и адаптации
«Иноземье» было удостоено международной книжной премии «Корина» за 2004 год. Первые два романа были номинированы на Премию Академии НФ, фэнтези и хоррора (1999). «Мир фантастики» включил «Иноземье» в свой список 116 лучших фантастических книг.
1 октября 2008 года RealU и dtp entertainment объявили, что разрабатывают на основе «Иноземья» многопользовательскую онлайн-игру, которая выйдет в Европе и Северной Америке в 2012 году. Однако позже dtp entertainment обанкротилась, и разработка игры была отменена. В 2014 года работу над игрой начала компания Drago Entertainment. Релиз, запланированный на август 2015 года, был отложен до 10 сентября того же года из-за ошибок на серверах в США и Германии. После выхода игры проблемы сохраниись, 28 января 2016 года игра была удалена из магазина Steam из-за технических неполадок и снова стала доступна 4 октября. 23 сентября 2021 года серверы для игры были окончательно закрыты.
В декабре 2023 года стало известно о начале работы над экранизацией цикла в формате сериала.